# Glauconycteris kenyacola
Glauconycteris kenyacola (Peterson, 1982) è un pipistrello della famiglia dei Vespertilionidi endemico del Kenya.

## Descrizione

### Dimensioni
Pipistrello di piccole dimensioni, con la lunghezza della testa e del corpo di 98 mm, la lunghezza dell'avambraccio di 41 mm, la lunghezza della coda di 49 mm, la lunghezza del piede di 10 mm, la lunghezza delle orecchie di 13 mm e un peso fino a 7 g.

### Aspetto
La pelliccia è soffice e densa. Le parti dorsali sono bruno-grigiastre, con la testa e le spalle più chiare, mentre le parti ventrali sono più chiare. Sono presenti dei ciuffi di peli bianchi sul naso, una larga banda bianca che si estende dall'antitrago alla base dell'orecchio e una macchia bianca dietro ognuno di essi. Gli occhi sono piccoli. Le orecchie sono di dimensioni normali, arrotondate, con un lobo alla base del margine interno e con l'antitrago che si estende attraverso un altro lobo carnoso sul labbro inferiore all'angolo posteriore del muso. Le membrane alari sono giallo-brunastre chiare con una leggera venatura, mentre le membrane sopra le ossa alari, le zampe posteriori e la coda sono bruno-nerastre. La coda è lunga ed inclusa completamente nell'ampio uropatagio, il quale è leggermente più scuro delle ali.

## Biologia

### Alimentazione
Si nutre di insetti.

## Distribuzione e habitat
Questa specie è conosciuta soltanto da un individuo femmina catturato lungo le coste del Kenya.
Vive nelle foreste a mosaico costiere.

## Conservazione
La IUCN Red List, considerata la mancanza di informazioni recenti sull'areale, i requisiti ecologici, le minacce e lo stato di conservazione, classifica G.kenyacola come specie con dati insufficienti (DD).